# Alguien te mira (telenovela, 2010)
 (août 2018).
Production
Diffusion
Chronologie
La diosa coronada (2010) La Reina del sur (2011)
Alguien te mira est une telenovela américaine diffusée entre le 8 septembre 2010 et le 25 février 2011 sur Telemundo.

## Distribution

### Acteurs principaux
- Danna García : Piedad Estévez
- Christian Meier : Don Rodrigo Quintana
- Rafael Amaya : Julian García Correa † Tue Par Don Rodrigo
- Carolina Tejera : Valeria Stewart Tue Par Julian
- Geraldine Bazan : Tatiana Wood
- David Chocarro : Benjamín Morande
- Angélica Celaya : Eva Zanetti †
- Rodrigo de la Rosa : Pedro Pablo Peñafiel
- Ximena Duque : Camila Wood
- Yul Bürkle : Mauricio Ostos †
- Evelin Santos : Luisa Carvajal
- Diana Franco : Dolores "Lola" Morandé
- Carlos Garin : Don Ángel Maldonado
- Alba Raquel Barros : Yoyita
- Iván Hernández : Jiménez
- Andrés Mistage : Amador Sánchez
- Cynthia Olavarría : Lucía "Lucy" Saldaña
- Roberto Gatica : Nicolás
- Andres Cotrino : Emilio García Larraín
- Sofía Sanabria : Amparo
- Yami Quintero : Angela Argento †
- Arianna Coltellacci : Blanca Gordon †
- Carolina Tejera : Matilde Larrain
- Zuleyka Rivera : Rocío Lynch †
- Riczabeth Sobalvarro : Daniela Franco †
- Héctor Soberón : Don Daniel Vidal †
- Carlos Cruz : Andrés Larraín
- Carlos Cuervo : Carlos
- Duvier Poviones
- Itzel Ramos
- Jeniree Blanco : Amanda
- Martha Mijares : Carlota Murray
- Jorge Hernández : Edward James Sandberg †
- Jorge Luis Portales
- Juan Carlos Baena
- Luke Grande : Dr. Gibson
- Markel Berto : Renato
- Marta González : María Gracia Carpenter †
- Norma Matos : Verónica
- Osvaldo Strongoli
- Patricio Doren : Baltazar Toledo
- Ryan Smith
- Susana Pérez : Mercedes Larraín
- Fernanda Ruizos : Veronica Guerra
- Gladys Sandino
- Victoria del Rosal : Amalia Vieyra †
- Viviana Méndez : Aura Pimentel
- Lynda Brown : Marta
- Daniel Duarte

## Diffusion internationale
| Pays                   | Chaîne                | Titre              | Première diffusion |
| ---------------------- | --------------------- | ------------------ | ------------------ |
| États-Unis             | Telemundo             | Alguien te mira    | 8 septembre 2010   |
| Serbie                 | 1Prva                 | Неко те посматра   |                    |
| Panama                 | TVN                   | Alguien te mira    |                    |
| Panama                 | Telemix Internacional | Alguien te mira    |                    |
| Équateur               | Ecuavisa              | Alguien te mira    |                    |
| Nicaragua              | Televicentro          | Alguien te mira    |                    |
| Venezuela              | Televen               | Alguien te mira    |                    |
| République dominicaine | Antena Latina         | Alguien te mira    |                    |
| Mexique                | Galavisión            | Alguien te mira    |                    |
| Porto Rico             | Telemundo Porto Rico  | Alguien te mira    |                    |
| Costa Rica             | Teletica              | Alguien te mira    |                    |
| Paraguay               | LaTele                | Alguien te mira    |                    |
| Russie                 | Mnogo TV              |                    |                    |
| Monténégro             | TV In                 | Neko te posmatra   |                    |
| Géorgie                | Rustavi 2             | ვიღაც გიყურებს     |                    |
| Bulgarie               | bTV                   | Някой те наблюдава |                    |
| Bosnie-Herzégovine     | RTV BN                | Neko te posmatra   |                    |
| République tchèque     | Prima Love            | Někdo se dívá      |                    |
| Pologne                | Polonia 1             | Ktoś Cię obserwuje |                    |
| Arménie                | Shanttv               | Քեզ հետևում են     |                    |
| Indonésie              | Vision 2 Drama        | Someone's Watching |                    |
| Israël                 | Viva                  | מישהו צופה בך      |                    |
| Albanie                | Albanian Screen       | Dikush te Vezhgon  |                    |

## Autres versions
- Alguien te mira (TVN, 2007) avec Álvaro Rudolphy, Sigrid Alegría, Francisco Melo, Luz Valdivieso, Francisco Pérez-Bannen, Alejandra Fosalba, Claudio Arredondo, Francisca Imboden et Paola Volpato.